# Max Jagstaidt

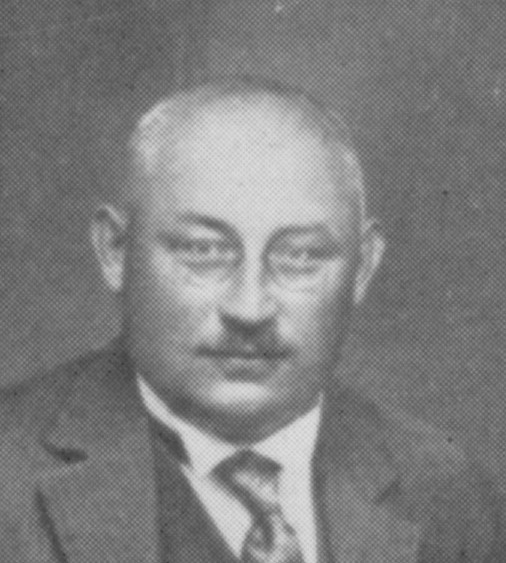
Max Jagstaidt, um 1930

Max Jagstaidt (* 27. Dezember 1881; † 28. Juni 1932 in Königsberg) war ein Politiker und Abgeordneter im Memelgebiet. 

## Leben
Nach der Volksschule arbeitete Jagstaidt in der Landwirtschaft. Nach der Militärzeit bei der Garde in Berlin besuchte er die Landwirtschaftsschule. Anschließend arbeitete er als Beamter auf einem großen landwirtschaftlichen Gut und erwarb 1912 ein eigenes Gut. Im Ersten Weltkrieg wurde sein Grundbesitz zerstört und die Familie vertrieben, während er selbst verwundet wurde.
1924 wurde Jagstaidt Gemeindevorsteher, 1925 wählte man ihn in den Kreistag. Im Mai 1926 wurde er als Vertreter der Memelländischen Volkspartei als Abgeordneter in den Seimas, das litauische Parlament, gewählt.